# Leon Radzinowicz
Sir Leon Radzinowicz  (* 15. August 1906 in Łódź, Russisches Kaiserreich; † 29. Dezember 1999 in Haverford, Pennsylvania) war ein britischer Kriminologe polnischer Herkunft.
Radzinowicz emigrierte 1938 aus Polen in das Vereinigte Königreich. Er gehört neben Hermann Mannheim und Max Grünhut zur Gründergeneration der britischen Kriminologie und war 1959 erster Direktor des kriminologischen Instituts an der Universität Cambridge. Radzinowicz wurde 1973 sowohl in die American Academy of Arts and Sciences als auch in die British Academy aufgenommen. 1979 wurde er als Knight Bachelor geadelt.

## Schriften (Auswahl)
- mit Marvin E. Wolfgang: Crime and Justice, 1971, ISBN 9780465014682
- mit Marvin E. Wolfgang: The Criminal under Restraint, 1977, ISBN 9780465014675
- mit Marvin E. Wolfgang, The Criminal in Society, 1977,  (Compiler), ISBN 9780465014620
- The Cambridge Institute of Criminology: Its Background and Scope a Report, 1988, ISBN 9780113408849
- Adventures in Criminology, 1999, ISBN 9780415198752